# Hermann Schubert (matematiker)
Hermann Cäsar Hannibal Schubert, född den 22 maj 1848 i Potsdam, död den 20 juli 1911 i Hamburg, var en tysk matematiker.

## Biografi
Schubert blev 1876 överlärare och professor vid Johanneum i Hamburg. Han är bekant som utgivare av Sammlung Schubert, en rikhaltig serie läroböcker i matematik och matematisk fysik (62 band, 1911). Schubert utgav även självständiga arbeten, av vilka Characteristicum der Raumkurven 3 Ordnung blev prisbelönt av danska Videnskabernes selskab 1875. Schuberts Fullständig kurs i aritmetik och algebra utkom 1886 på svenska.